# Манарага
Манара́га (1662 м) — вершина на Приполярном Урале. Вершина представляет собой сильно рассечённый гребень с 5—7 огромными «жандармами».
Расположена на территории национального парка «Югыд ва».
Высочайшая гора, полностью расположенная в пределах Северо-Западного федерального округа и Республики Коми в частности.

## Этимология
Объяснение названия вершины приводит Э. К. Гофман в сочинении «Пай-Хой, или Северный Урал»: 
Извилина долины открыла перед нами боковой вид на Манарагу, и тогда её гвоздеобразный шпиц явился необыкновенною зубчатою вершиною. По этой вершине гора получила своё самоедское имя, которое по истолкованию нашего переводчика значит „Медвежья лапа“
Переводчик Гофмана не ошибся — ненецкое Манарага (нен. мана — передняя лапа медведя, нен. раха — подобный) — Подобная медвежьей лапе.
Установлены также названия горы на языке коми — Сизимъюра (коми сизим — семь, коми юр — голова) — Семиголовая, а также — Унаюраиз (коми уна — много) — Многоголовая.

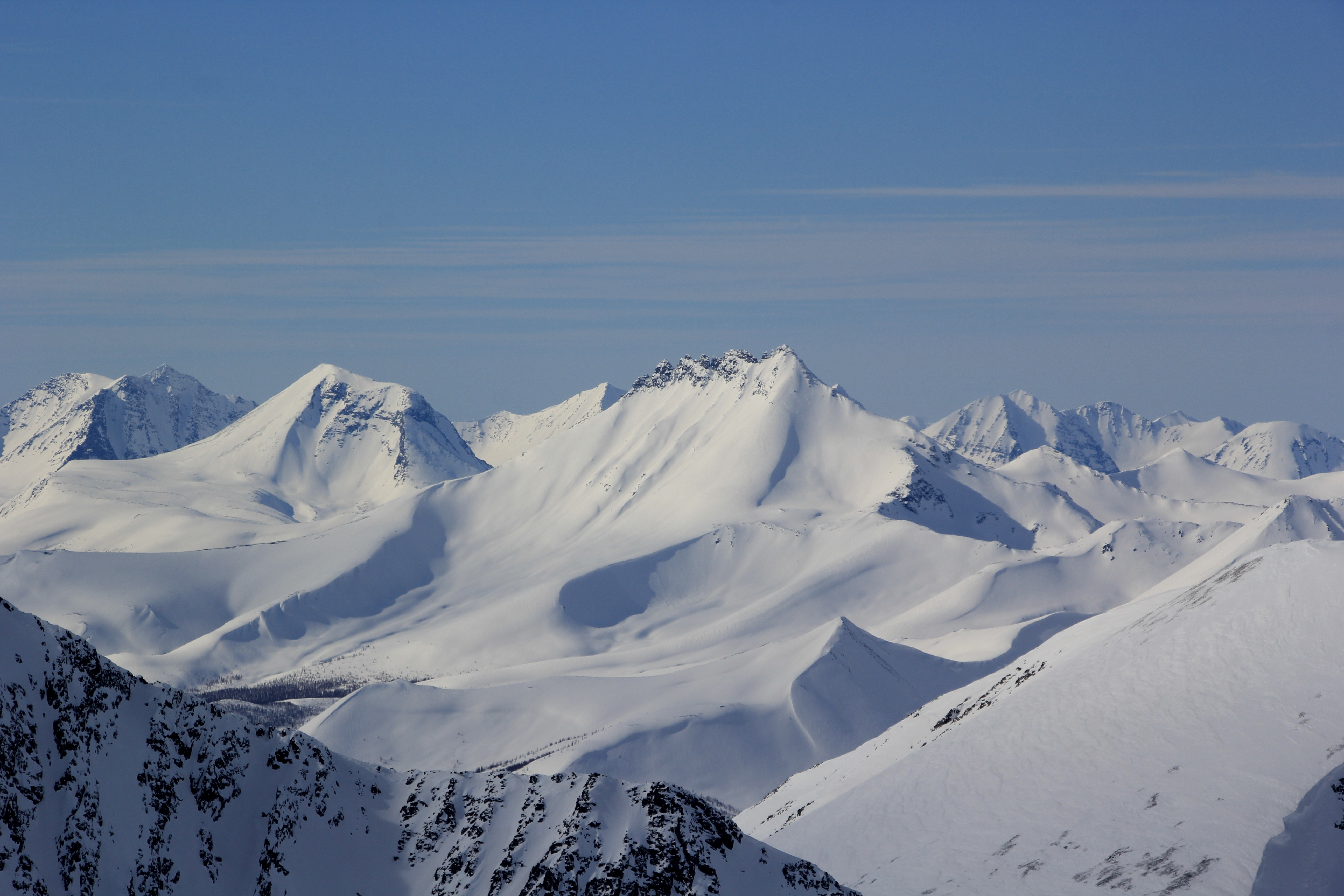
Манарага весной со склона Народной

## Значение
До 1927 года, пока А. Н. Алешков не определил Народную высшей вершиной Урала, главной горой в этих краях считалась Манарага. Хотя она на 200 метров ниже Народной, царственная обособленность её положения создает впечатление величественности.
У подножия горы с юго-восточной стороны протекает река с одноимённым названием.

## Восхождение
Летнее восхождение на правый (если смотреть из долины реки Манараги) «зуб» не требует специального снаряжения. Высшей точкой горы является второй справа «зуб», для подъёма на него требуются навыки скалолазанья.

## Упоминания в культуре
- Писатель Сергей Алексеев в книге «Сокровища валькирии» предлагает псевдолингвистическую, якобы древнеславянскую этимологию топонима: МАНА-РА-ГА — «манящая к солнцу».
- Часть действия одноимённого романа Владимира Сорокина происходит на этой горной вершине.
- «Вальс Манарага» — песня Леонида Курбатова[5].